# گلوریا مارینلی
گلوریا مارینلی (انگلیسی: Gloria Marinelli؛ زادهٔ ۱۲ مارس ۱۹۹۸) بازیکن فوتبال اهل ایتالیا است.
وی همچنین در تیم‌های ملی فوتبال Italy women's national under-17 football team, Italy women's national under-19 football team, Italy women's national under-23 football team، و زنان ایتالیا بازی کرده‌است.